# Астерікс і Обелікс: Шовковий шлях
«Астерікс і Обелікс: Шовковий шлях» (фр. Astérix et Obélix : L'Empire du Milieu) — фільм Гійома Кане, п'ята екранізація коміксів про пригоди Астерікса. Це буде перший фільм про Астерікса і Обелікса, не заснований на конкретному коміксі, в якому буде розказано про пригоди Астерікса і Обелікса в Китаї.
Світова прем'єра запланована на 2023 рік, зйомки фільму були заплановані на листопад 2020 року, але через пандемію коронавірусу зйомки фільму були призначені на 8 березня 2021 року.

## Сюжет
Нова глава пригод знаменитих галлів розповість про подорож Астерікса і Обелікса в Китай. Дія фільму розгортатиметься навколо єдиної дочки китайського імператора Хань Сюанді, яка виривається з лещат принця і біжить до Галлії, шукаючи допомоги у двох доблесних воїнів, Астерікса і Обелікса.

## В ролях
- Гійом Кане — Астерікс
- Жиль Леллуш — Обелікс
- Маріон Котіяр — Клеопатра
- Венсан Кассель — Юлій Цезар
- Лінь Дан Фам — імператриця Китаю
- Рамзі Бедіа — Епідеміас
- Хосе Гарсія — Байопікс
- Маню Паєт — Рі Чі Чі
- П'єр Рішар — Панорамікс
- Жером Коммандер — Віталстатістікс
- Матьє Шедід — Ремікс
- Златан Ібрагімович — легіонер
- Флоран Маноду — Табаско

## Створення фільму
У 2016 році, після змішаних результатів на критичному та комерційному рівні двох попередніх фільмів «Астерікс на Олімпійських іграх» і «Астерікс і Обелікс в Британії», було оголошено про перезапуск франшизи. У січні 2017 року, згідно з VSD, Фаб'єн Онтеньєнте оголосив про те, що наступний фільм буде заснований на коміксі «Астерікс на Корсиці». У листопаді було сказано, що Альберт Рене, продюсери Ален Аттал і Йохан Байада демонструють, що новий художній фільм не буде заснований на коміксах, а дії будуть перенесені в Китай, і зйомки фільму будуть оголошені в кінці 2020 року.
Наприкінці жовтня 2019 року Гійом Кане оголошує на своєму акаунті в Instagram «сценарій закінчений», що режисер і продюсер Ален Аттал відвідують інавгурацію Шанхайського Центру Помпіду, щоб «зустрітися з акторами і актрисами, китайськими партнерами».